# Diecezja San Cristóbal de Las Casas
Diecezja San Cristóbal de Las Casas (łac. Dioecesis Sancti Christophori de las Casas) – diecezja Kościoła rzymskokatolickiego w Meksyku, sufragania archidiecezji Tuxtla Gutiérrez.

## Historia
19 marca 1539 roku papież Paweł III erygował diecezję Chiapas (Ciudad Real de Chiapas). Dotychczas wierni z tych terenów należeli do diecezji Antequera.
19 czerwca 1957 roku diecezja utraciła część swego terytorium na rzecz nowo powstającej diecezji Tapachula.
27 października 1964 roku diecezja zmieniła nazwę na San Cristóbal de Las Casas.

## Ordynariusze
- Juan de Arteaga y Avendaño (1539–1541)
- Bartolomé de las Casas OP (1543–1550)
- Tomás Casillas OP (1551–1567)
- Pedro de Feria OP (1572–1588)
- Andrés de Ubilla OP (1592–1603)
- Lucas Duran OSA (1605–1607)
- Juan Pedro González de Mendoza OSA (1607–1608)
- Juan Tomás de Blanes OP (1609–1612)
- Juan de Zapata y Sandoval OSA (1613–1621)
- Bernardino de Salazar y Frías (1621–1626)
- Agustín de Ugarte y Sarabia (1629–1630)
- Marcos Ramírez de Prado y Ovando OFM (1633–1639)
- Cristóbal Pérez Lazarraga y Maneli Viana OCist. (1639–1640)
- Domingo de Villaescusa y Ramírez de Arellano OSH (1640–1651)
- Mauro Diego de Tovar y Valle Maldonado OSB (1652–1666)
- Cristóbal Bernardo de Quiros (1670–1672)
- Marcos Bravo de la Serna Manrique (1674–1679)
- Francisco Núñez de la Vega OP (1682–1698)
- Juan Bautista Alvarez de Toledo OFM (1708–1713)
- Jacinto Olivera y Pardo (1714–1733)
- José Cubero Ramírez de Arellano OdeM (1734–1752)
- José Vidal de Moctezuma y Tobar OdeM (1753–1766)
- Miguel Cilieza y Velasco (1767–1768)
- Juan Manuel Garcia de Vargas y Ribera OdeM (1769–1774)
- Francisco Martínez-Polanco y López de Lerena (1775–1785)
- José Martínez-Palomino y López de Lerena (1785–1788)
- Francisco Gabriel de Olivares y Benito (1788–1795)
- Fermín José Fuero y Gómez Martinez Arañon (1795–1800)
- Andrés Ambrosio de Llanos y Valdés OFM (1801–1815)
- Salvador de Sanmartin y Cuevas (1816–1821)
- Luis García Guillén OdeM (1831–1834)
- José María Luciano Becerra y Jiménez (1839–1852)
- Carlos María Colina y Rubio (1854–1863)
- Carlos Manuel Ladrón de Guevara (1863–1869)
- Germán de Ascensión Villalvazo y Rodríguez (1869–1879)
- Ramón María de San José Moreno y Castañeda OCarm. (1879–1883)
- Miguel Mariano Luque y Ayerdi (1884–1901)
- José Francisco Orozco y Jiménez (1902–1912)
- Maximino Ruiz y Flores (1913–1920)
- Gerardo Anaya y Diez de Bonilla (1920–1941)
- Lucio Torreblanca (1944–1959)
- Samuel Ruiz García (1960–2000)
- Felipe Arizmendi Esquivel (2000-2017)
- Rodrigo Aguilar Martínez (od 2017)